# Campionati del mondo di atletica leggera indoor 2014 - Salto con l'asta femminile
La gara di salto con l'asta femminile si è tenuta il 9 marzo 2014 alle 15:00, nell'ultima sessione della competizione. Per qualificarsi alla competizione, bisognava fare la misura di 4,71 m.

## Risultati
| Pos | Nome                   | Nazione                | 4.30 | 4.45 | 4.55 | 4.65 | 4.70 | 4.75 | Ris  | Note |
| --- | ---------------------- | ---------------------- | ---- | ---- | ---- | ---- | ---- | ---- | ---- | ---- |
| 1   | Yarisley Silva         | Cuba (bandiera)        | –    | o    | o    | xo   | o    | xxx  | 4.70 | SB   |
| 2   | Anzhelika Sidorova     | Russia (bandiera)      | o    | o    | o    | o    | xo   | xxx  | 4.70 |      |
| 3   | Jiřina Svobodová       | Rep. Ceca (bandiera)   | –    | o    | o    | o    | xo   | xxx  | 4.70 |      |
| 4   | Fabiana Murer          | Brasile (bandiera)     | –    | o    | o    | o    | xxo  | xxx  | 4.70 | SB   |
| 5   | Anna Rogowska          | Polonia (bandiera)     | –    | o    | o    | o    | xxx  |      | 4.65 |      |
| 5   | Jennifer Suhr          | Stati Uniti (bandiera) | –    | –    | –    | o    | –    | xxx  | 4.65 |      |
| 7   | Silke Spiegelburg      | Germania (bandiera)    | –    | xo   | o    | o    | xxx  |      | 4.65 |      |
| 8   | Mary Saxer             | Stati Uniti (bandiera) | –    | o    | o    | xxx  |      |      | 4.55 |      |
| 9   | Holly Bleasdale        | Regno Unito (bandiera) | –    | xxo  | o    | xxx  |      |      | 4.55 |      |
| 10  | Tina Šutej             | Slovenia (bandiera)    | o    | o    | xxo  | xxx  |      |      | 4.55 |      |
| 11  | Anastasia Savchenko    | Russia (bandiera)      | xo   | o    | xxx  |      |      |      | 4.45 |      |
| 12  | Nikoleta Kyriakopoulou | Grecia (bandiera)      | o    | –    | xxx  |      |      |      | 4.30 |      |